# 도요다촌 (아오모리현)
도요다촌(豊田村)은 아오모리현 나카쓰가루군에 있던 촌이다.

## 연혁
- 1889년 4월 1일 - 정촌제 시행에 의해 나카쓰가루군 니사토촌, 후쿠촌, 후쿠다촌, 사카이세키촌, 소토자키촌, 타카다촌, 고히나이촌과 합병해 도요다촌이 성립하였다.
- 1952년 4월 1일 - 구역의 일부를 분리해 나카쓰가루군 와토쿠촌에 편입하였다.
- 1955년 3월 1일 - 히로사키시에 편입되어 소멸되었다.